# Johann August Hermes
Pour les articles homonymes, voir Hermès (homonymie).
Johann August Hermes est un théologien protestant allemand et un prédicateur né le 24 août 1736 à Magdebourg et mort le 6 janvier 1821 à Quedlimbourg.
Il devint en 1780 conseiller au consistoire de Quedlimbourg. D'abord piétiste, il embrassa plus tard le rationalisme.

## Biographie
Hermes est le fils du pasteur Tobias Hermes de l'église Saint-Jacques de Magdebourg (de). Hermes étudie à partir de 1750 l'école de l'abbaye de Berge, où il étudie sous la direction du piétiste Johann Adam Steinmetz.

## Œuvres
- Wöchentlichen Beiträgen zur Beförderung der Gottseligkeit, 2 Bände, Wismar 1771–1772.
- Johann August Hermes, Präpositus und ersten Predigers zu Wahren im Mecklenburgischen freymüthige Erklärung gegen diejenigen welche in seinen Schriften Irthümer zu finden vermeynen: insbesondere gegen einen neueren Gegner in der Lehre von der Genugthuung Christi, Koppe, Rostock und Leipzig 1773.
- Handbuch der Religion, 2 Bände, Himburg, Berlin 1779.
- Predigten über die evangelischen Texte an den Sonn- und Festtagen des ganzen Jahrs zur Beförderung der häuslichen Andacht, 2 Bände, Nicolai, Berlin 1781–1782.
- Kommunionbuch, Himburg, Berlin 1783.
- hrsg. mit Christian Gotthilf Salzmann und Gottlob Nathanael Fischer (de): Beiträge zur Verbesserung des öffentlichen Gottesdienstes der Christen, Leipzig 1785–1788.
- Lehrbuch der Religion Jesu, 2 Bände, Quedlinburg 1798.